# Philip Osondu
Philip Osondu Mast (Aba, 28 de novembro de 1971 — Namur, 12 de dezembro de 2019) foi um futebolista nigeriano que jogava como atacante.

## Carreira
Embora tivesse iniciado nas categorias de base do El-Kanemi Warriors, foi na Bélgica que Osondu jogou toda sua carreira, iniciada em 1989 no Anderlecht, onde já estava desde o ano anterior. Sua estreia foi contra o Germinal Ekeren (um dos clubes que formariam, posteriormente, o Germinal Beerschot), porém a concorrência com Luc Nilis, Gert Verheyen, Luís Oliveira (que viria a se naturalizar belga) e Marc Van Der Linden limitou Osondu a este jogo.
Para ganhar experiência, foi emprestado para RWD Molenbeek e La Louviére, tendo razoável desempenho em ambos. Após deixar o Anderlecht em 1996, defendeu Union Saint-Gilloise, Diegem Sport e Merchtem 2000, pelo qual se aposentou em 2004 sem ter mostrado o potencial que mostrara no Mundial Sub-16 realizado em 1987 e vencido pela União Soviética; Osondu, que foi eleito o melhor jogador da competição, virou zelador de um prédio após deixar os gramados.

## Morte
Osondu morreu em 12 de dezembro de 2019, num hospital de Namur, aos 48 anos.